# Parafia św. Nikazego Biskupa Męczennika i Chrystusa Króla w Węży
Parafia św. Nikazego Biskupa Męczennika i Chrystusa Króla w Węży – rzymskokatolicka parafia położona w metropolii katowickiej, diecezji opolskiej, w dekanacie nyskim.
Parafię obsługuje proboszcz parafii św. Mikołaja w Wierzbięcicach. 24 sierpnia 2023 administratorem ex currendo parafii został mianowany ks. Józef Antoni Żebrowski MSF.

## Charakterystyka
Parafia św. Nikazego Biskupa Męczennika i Chrystusa Króla w Węży jest jedną z najmniejszych parafii na terenie diecezji opolskiej, obejmującej swoim zasięgiem terytorium wsi Węża.

## Historia
Terytorium dzisiejszej parafii wężanskiej należało do parafii we Włodarach. 6 maja 1893 r. ordynariusz wrocławski, kard. Georg Kopp wydzielił osobną parafię w Węży, która do 1973 r. podlegała pod dekanat skoroszycki. Po zakończeniu II wojny światowej parafia znalazła się w granicach Polski, w nowo utworzonej diecezji opolskiej.

### Proboszczowie (po1945r.)
| L.p. | Imię i nazwisko                |
| ---- | ------------------------------ |
| 1    | ks. Zygmunt Białowąs           |
| 2    | ks. Michał Ryś                 |
| 3    | ks. Damian Bryś                |
| 4    | ks. Bogdan Deja                |
| 5    | ks. Jerzy Woźnica              |
| 6    | ks. Ewald Kudlek               |
| 7    | ks. Józef Gałecki              |
| 8    | ks. Mirosław Jacek Chołuj      |
| 9.   | ks. Marcin Utzig               |
| 10.  | ks. Józef Antoni Żebrowski MSF |

## Kościół
Pierwszą świątynię katolicką na terenie wsi wybudowano w 1721 r. Była to kaplica filialna parafii we Włodarach. W 1767 r. na jej miejscu powstała obecna świątynia, do której dobudowano wieżę w 1828 r. Kościół ten nie posiada wyraźnych cech stylowych.